# Guerriero Battistini
Guerriero Battistini (Forlì, 1912 – Tscherkowo, 5 gennaio 1943) è stato un militare italiano, insignito della medaglia d'oro al valor militare alla memoria nel corso della seconda guerra mondiale.

## Biografia
Nacque a Forlì nel 1912.  Dopo aver completo gli studi presso l'Istituto superiore di magistero, venne arruolato nel Regio Esercito e nel marzo 1936 ammesso a frequentare alla Scuola allievi ufficiali di Bassano del Grappa. L'anno successivo venne nominato sottotenente di complemento nel 6º Reggimento bersaglieri. Posto in congedo nell’ottobre 1937, fu richiamato in servizio attivo nel gennaio 1941 e messo a disposizione della Milizia Volontaria Sicurezza Nazionale. Assegnato dapprima al LXXXVI Battaglione CC.NN. d’assalto, nell'agosto 1942 fu trasferito al LXXIX Battaglione CC.NN. mobilitato. Nello stesso mese partiva per il fronte orientale inquadrato nella 63ª Legione CC.NN. d'Assalto "Tagliamento" facente parte del Raggruppamento CC.NN. "3 Gennaio" dell'ARMIR. Cadde in combattimento a Tscherkowo il 5 gennaio 1943, e fu decorato con la medaglia d'oro al valor militare alla memoria.

### Fonti
1. 1 2 3 4 5 6  Combattenti Liberazione.
2. 1 2 3  Gruppo Medaglie d'Oro al Valor Militare 1965, p. 166.
3. ↑   Medaglia d'oro al valor militare Battistini, Guerriero, su quirinale.it, Quirinale. URL consultato l'11 luglio 2021.